# Njonfellah
Njonfellah (Schreibvariante: N'Yofelleh) ist eine Ortschaft im westafrikanischen Staat Gambia.
Nach einer Berechnung für das Jahr 2013 leben dort etwa 1613 Einwohner, das Ergebnis der letzten veröffentlichten Volkszählung von 1993 betrug 724.

## Geographie
Njonfellah liegt in der West Coast Region, Distrikt Kombo South, rund 2,7 Kilometer südöstlich von Kunkujang und 4,4 Kilometer nördlich von Sifoe.